# Flik 29
A Flik 29 (magyarul: 29. repülőszázad) az osztrák-magyar légierő egyik alakulata volt.

## Története
A századot 1916-ban szervezték meg (a parancsnok Gustav von Holz százados lett ), s nyomban a román-frontra küldték Kézdivásárhely állomáshellyel. Később a gépeket Csíkszereda közelébe telepítették át. A század legeredményesebb pilótája a Dombrowski Andreas volt, aki 6 légi győzelme közül 5-öt ebben a században aratott.
A háború (amely a repülőgépállomány szinte teljes elveszítésével járt) után, a békeszerződések következtében a légierő mint fegyvernem megszűnt a Monarchia területén, ennek következtében az összes repülőszázadot feloszlatták. 

### Ászpilóták
| Név                | A században szerzett győzelem |
| ------------------ | ----------------------------- |
| Dombrowski Andreas | 5                             |
| Karl Patzelt       | 2                             |

### Repülőgépek
A század pilótái a következő típust repülték:

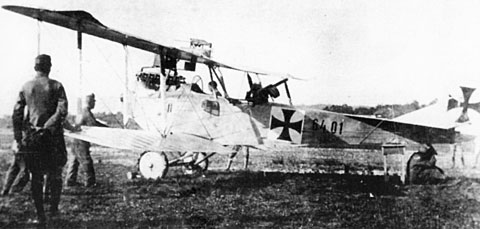
Hansa-Brandenburg C.I

## Lásd még
- Első világháború
- Császári és Királyi Légierő